# MacOS Tahoe
Ten artykuł dotyczy przyszłego wydarzenia. Informacje w nim zawarte mogą się zmienić wraz z pojawieniem się nowych faktów, a początkowe doniesienia mogą być niepewne. Ostatnie aktualizacje tego artykułu mogą nie odzwierciedlać najbardziej aktualnych informacji.
macOS Tahoe – dwudzieste drugie główne wydanie systemu operacyjnego z rodziny macOS (wcześniej OS X) firmy Apple dla komputerów typu Mac. Ma być następcą systemu macOS Sequoia (macOS 15). Jego nowe funkcjonalności zostały zaprezentowane na konferencji WWDC 2025 w dniu 9 czerwca 2025 roku, tego dnia udostępniono także wersję beta dla deweloperów. Ma być ostatnią wersją systemu obsługującą komputery z procesorami Intela.